# الاتفاقية الدولية لصفقات النقل البري
الإتفاقية الدولية لصفقات النقل البري( CMR ) هي عقد دولي ينظم عمليات النقل الدولية التي تقام عبر الطريق البري، وقعت الإتفاقية في عام 1956 وهي سارية المفعول في عموم أوروبا، لاتعتبر إلزامية إلا حينما تكون لغة العقد الإنكليزية أو الفرنسية .

## التفاصيل والعواقب القانونية للإتفاقية

### مجالات الاستعمال
يُلزم تطبيق الإتفاقية من أطراف عقد النقل حينما يكون على الأقل أحد أطراف النقل (بلد الإصدار أو المُستورد) مشارك في الإتفاقية وفيها تحل تدابير الإتفاقية محل القانون المحلي والتي هي ملزمة التطبيق لكل من المصدر والناقل . كل الإتفاقيات الخارجية المتعارضة مع بنود الإتفاقية الدولية تُعتبر باطلة (المادة ال41 لنص الإتفاقية) . في الحالات التي لم تنظمها الإتفاقية يُسمح بتطبيق القانون المحلي بشكل تكميلي على عقد النقل، وربما يجب إعادة صياغة بنود القانون المحلي عندما لا تكون واجبة التطبيق في بعض الحالات الفردية .
يُعد كشرط آخر لتنفيذ الإتفاقية أن يُقام النقل من خلال عربات النقل البرية لتكون الإتفاقية سارية المفعول ما يعني أن حاويات الشحن وما شابها من وسائل التخزين لا تُعتبر عربات نقل إلا في حالة تركيبها بعربة مناسبة .
لا تُطبق الإتفاقية على كل من السلع البريدية – فهي تُنظم من خلال إتفاقيات البريد الدولية – والأمتعة والسلع في حالات الانتقال والجثامين .
طالما كانت العربة بأكملها وبضائعها في حالة النقل ولم يتغير مكان البضائع تؤخذ بنود الإتفاقية بعين الاعتبار، حتى – بشكل إستثنائي – في طرق النقل الخاصة مثل النقل عبر السكك الحديدية أو السفن (المادة الثانية لنص الإتفاقية) .

### نوعية العقد
يُعتبر نص عقد الإتفاقية الدولية لصفقات النقل البري عقد توافقي حسب الرأي السائد وهو كعقود العمل يشترط المشاركة الناجحة .
التزامات أطراف العقد
يكلف المصدّر الناقل بمهمة نقل السلع عبر الطريق البري عابر الحدود مقابل دفع أجر معين له .
يلتزم المصدّر بدفع الأجر المتفق عليه . إلى جانب ذلك يلتزم المصدّر – إن لم يُتفق على غير ذلك – بتغليف البضائع بشكل آمن وقابل للنقل . لا تحدد الإتفاقية إلزامية التحميل أو التفريغ أو التخزين بشكل صريح . يلتزم المصدّر بتوفير كل المعلومات اللازمة المتعلقة بالبضائع للناقل مسبقاً (خصوصاً ان كانت بضائع خطرة) وتسليمه الأوراق المطلوبة . عادة يكون للمصدّر حق التصرف في البضائع إن لم يُتفق على غير ذلك بشكل مسجّل في وثيقة الشحن (المادة الثانية عشر لنص الإتفاقية) حتى تسليم البضائع للمستورد حيث ينتقل عادة حق التصرف إليه .
يلتزم الناقل بأن يضمن النقل الآمن وتسليم البضائع في الوقت المناسب ومكان التفريغ المتفق عليه .
من حيث المبدأ يُحذر تغيير مكان البضائع في أثناء عملية النقل إلا أنه يمكن أن يُأمر به من قبل المصدّر ويُتفق عليه في نص العقد .
مبدئياً لا يشكل المستورد طرفاُ من أطراف عقد النقل ولكنه يُعتبر عادة المستفيد منه . طبقاً للمادة الثالثة عشر لنص الإتفاقية يحق له أن يطلب من الناقل عند الوصول أن يسلمه النسخة الثانية لوثيقة الشحن والبضائع . في المقابل عليه دفع تكاليف الشحن . تتبين قيمة تكاليف الشحن من القيم المذكورة بوثيقة الشحن وتضاف إليها التكاليف الناتجة عن عملية النقل (التكاليف الإضافية للشحن، رسوم الوقوف، الجمارك، الضريبة على البضائع المستوردة) . كما يتعين على المستورد تسليم الناقل إيصال استلام .

### وثيقة الشحن
يمكن إصدار وثيقة الشحن لعملية النقل (المادة الرابعة لنص الإتفاقية) في حين أن عدم وجود وثيقة الشحن لا يؤثر في عقد النقل ولا يبطلة .
تتكوّن وثيقة الشحن من ثلاثة نسخ أصلية ويتم إمضاء كلهم من قبل الناقل والمصدّر (المادة الخامسة لنص الإتفاقية) . حتى الآن لا يمكن حسب الرأي السائد إصدار وثيقة الشحن بشكل إلكتروني .
توضح المادة السادسة لنص الإتفاقية البيانات التي تكتب في وثيقة الشحن .
في حال إمضاء وثيقة الشحن من كل من المصدّر والناقل تسري له أحكام المادة التاسعة لنص الإتفاقية . في حال غياب أحد الإمضاءات لا تُطبق أحكام المادة التاسعة لنص الإتفاقية بشكل كامل ولكن يمكن من خلال القانون المحلي – الذي يُسمح بالرجوع إليه وتطبيقه بشكل تكميلي – افتراض الدلائل في بعض الوقائع .
فور استلام البضائع من قبل الناقل يُلزم الأخير القيام بالفحوص اللازمة .
عادة تأتي في وثيقة الشحن عبارة تؤكد خضوع عملية النقل لأحكام نص الإتفاقية حتى في حالة الاشتباه في وجود إتفاق مخالف . تهدف هذه العبارة إلى إبراز وجوب تطبيق أحكام الإتفاقية . كل الإتفاقيات الخارجية المخالفة تُعتبر باطلة . وتهدف العبارة السابقة أيضاً إلى " ضمان تنفيذ الأحكام المنصوص عليها في نص الإتفاقية حتى في المحاكم خارج دول الإتفاقية من خلال تعبيرها عن إتفاقية تعاقدية للأطراف . "
وثيقة الشحن لها دور تحديدي بشكل تلقائي . لا يكون للمصدّر الحق في التصرّف إلا في حال حيازته على نسخته من وثيقة الشحن التي هي الأولى من النسخ الأصلية الثلاث . تسقط إمكانية هذا الحق له مع تسليم البضائع ولذلك يتم دفع المال فقط مقابل النسخة الأولى لوثيقة الشحن .

## الضمانات

### أساسيات الضمانات طبقاً للإتفاقية
يعبّر مصطلح الضمان حسب الإتفاقية في المقام الأول عن المسؤولية في حال التعرّض للخطر . يلتزم الناقل بتحمل مسؤولية أي خسارة تتعرض لها البضائع في فترة حيازته لها بغض النظر عن تسبب الخسارة، انظر أيضًا : «ضمان الحماية» . بخلاف الضمان المرتبط بالتسبب في الخسارة (حالات سبق الإصرار أو الإهمال) يُعتبر الضمان غير المرتبط بالتسبب في الخسارة محدد القيمة لإنه إذا أُلزم الناقل بضمان غير محدود رغم عدم تسببه في الخسارة فإن ذلك يُعتبر مبالغاً فيه ولا تتحقق معه إمكانية التأمين .
يلتزم الناقل أيضاً بتحمّل مسؤولية سوء سلوك الأشخاص المعيّنة من قبله (طاقم عمله ووكلائه / المادة الثالثة لنص الإتفاقية) .
تُلغى تحديدات المسؤولية في حال حدوث خسارة نتيجة خطأ مؤهل من الناقل أو طاقم عمله (المادة ال29 لنص الإتفاقية) .
ولكن لا يُحمّل الناقل عادةً مسؤولية الخسائر في حال حدوثها بسبب أحد الوقائع الموصوفة في المادة ال17 ، البند الرابع لنص الإتفاقية، أو بسبب سوء سلوك لأحد الأشخاص التي لها حق التصرف (في الغالب المصدر) والذي لم يكن للناقل يد به (المادة ال17 ، البند الثاني لنص الإتفاقية) .
في حالة وجود عدة ناقلين يشترك عادةً كل منهم في تحمّل مسؤولية الخسائر (المادة ال34 لنص الإتفاقية) .
يتحمّل المصدّر تجاه الناقل مسؤولية الخسائر الناتجة عن سوء سلوك من قبله (مثلاً بسبب بيان خاطئ للبضائع / المادة السابعة لنص الإتفاقية) .

### الضمانات عند فقدان أو خسارة البضائع
في حال التعرض للخطر تحدد قيمة 8,33 للكيلوغرام من الوزن الإجمالي كحقوق السحب الخاصة (بما في ذلك التغليف) عند حدوث خسارة للبضائع (المادة ال23 ، البند الأول والثاني لنص الإتفاقية) . تُؤخذ قيمة البضاعة في وقت ومكان استلامها بعين الاعتبار (المادة ال23 ، البند الأول لنص الإتفاقية) .
يوُسّع نطاق المسؤولية بشكل إستثنائي في حال وجود بيان خاص للقيمة في وثيقة الشحن ما يعني أن تُسجّل قيمة البضائع باعتبارها ذات أهمية خاصة (المادة ال24 وال26 لنص الإتفاقية) . يزيد أجر النقل في هذه الحالة غالباً.

### الضمانات في حال التأخير عن موعد تسليم البضائع
تُحدد غرامة التأخير عن موعد تسليم البضائع بقيمة الأجر المدفوع للنقل (المادة ال23 ، البند الخامس لنص الإتفاقية) .
يوُسّع نطاق المسؤولية بشكل إستثنائي في حال وجود بيان خاص للقيمة في وثيقة الشحن ما يعني أن تُسجّل قيمة البضائع باعتبارها ذات أهمية خاصة (المادة ال24 وال26 لنص الإتفاقية) . يزيد أجر النقل في هذه الحالة غالباً.

### تكاليف الشحن
تُعوض تكاليف الشحن والجمارك وغيرهما بشكل منفصل حسب الحد الأدنى لمبلغ الضمان (المادة ال23 ، البند الرابع لنص الإتفاقية) .
الخسائر الثنائية
رغم أن الخسائر الثنائية (مثل خسائر الإيرادات والعائدات أو الخسائر الناتجة عن تعطيل العمل إلخ) لا تُعوض حسب نص الإتفاقية إلّا أنها يمكن أن تُعتبر ضمن الموجب تعويضه في حال اعتبار البضائع ذات أهمية خاصة وتسجيل قيمتها (قيمة البضائع + التكاليف المفترضة) في وثيقة الشحن . يُحدد تعويض الخسائر المالية اللاحقة التي لا علاقة لها بالخسائر المادية حسب قيمة مبلغ الشحن (المادة ال23 ، البند الخامس لنص الإتفاقية) . قد تكون الأحكام للضمانات الثنائية كهذه مُستمدة من القوانين المحلية التي يُسمح بالرجوع إليها في الحالات الفردية .

### تقديم الشكاوي
تُحدد المهلات لتقديم الشكاوي بموجب المادة الثلاثين لنص الإتفاقية حيث يجب تقديمها في حالات الخسائر الظاهرة خارجياً بسبب فقدان أو خسارة البضائع عند تسليمها على أقصى تقدير، في حالات الخسائر التي لا تظهر من الخارج في غضون سبعة أيام عمل بعد التسليم، وعند حالات التأخير عن موعد التسليم يجب تقديم الشكاوي في غضون 21 يوم بعد التسليم المتأخر للمستورد . لا تُقبل الشكاوي الّا حين تقديمها بشكل خطي .

### التقادم
تسقط الحقوق المحددة في نص الإتفاقية عادةً مع مرور سنة واحدة، وفي حالات التعمّد تُمدّ الفترة إلى ثلاث سنوات (توجد تفاصيل أوفى في المادة ال32 ، البند الأول لنص الإتفاقية) . يُعطل حق المطالبة من خلال الشكوى الخطية حتى يقوم الناقل برفض خطي للشكوى وإعادة المستندات المُرفقة (المادة ال32 ، البند الثاني لنص الإتفاقية) .

## الدول المشاركة في الإتفاقية
أذربيجان، الأردن، أرمينيا، أسبانيا، إستونيا، ألبانيا، ألمانيا، أوزبكستان، اوكرانيا، إيران، إيرلندا، إيسلندا، إيطاليا، البرتغال، بلجيكا، بلغاريا، البوسنة والهرسك، بولندا، تاجيكيستان، تركمانستان، تركيا، التشيك، تونس، الجبل الأسود، جورجيا، الدنمارك، روسيا، روسيا البيضاء، رومانيا، سلوفاكيا، سلوفينيا، سوريا، السويد، سويسرا، صربيا، فنلندا، فرنسا، قبرص، قيرغيزستان، كازاخستان، كرواتيا، لاتفيا، لبنان، لوكسمبورغ، ليتوانيا، مالطا، المجر، مقدونيا، المغرب، المملكة المتحدة، منغوليا، مولدوفا، النرويج، النمسا، هولندا، اليونان ، سلطنة عُمان